# Amédée Méreaux
Amédée Méreaux, Jean-Amédée Lefroid de Méreaux, född den 17 september 1802 i Paris, död den 25 april 1874 i Rouen, var en fransk musikforskare, tonsättare, pianist och organist.

## Biografi
Han kom från en familj av erkända musiker, där hans far, Jean-Nicolas Lefroid de Méreaux och farfar Nicolas-Jean Lefroid de Méreaux båda varit respekterade musikprofessorer och tonsättare. Under Muzio Clementis vistelse i Paris möttes de och Méreaux fick instruktioner och vägledning i sitt musicerande. Han var nära vän till Frédéric Chopin och de framförde flera gånger under 1832 Méreauxs verk Op.34. – Fantaisie et Variations sur le trio du Pré-aux-Clercs för fyrhändigt piano tillsammans.
År 1835 tog Méreaux avstånd från sitt annars händelserika liv som virtuos för att slå sig till ro och bosätta sig i Rouen, där han snabbt erövrade en universell sympati bland dess innevånare, då han var en påläst bibliofil och insatt med flera litterära egenskaper, utöver att vara en sådan skicklig och kunnig musiker. Han blev en respekterad och betydande musikkritiker i den lokala stadstidningen, där hans kritik var och vägde tungt, vilket var en produkt av hans goda omdöme och framstående skicklighet som både kritiker och musiker. Som kritiker framstod Méreaux  som att ha varit en sällsynt men utmärkt modell för en perfekt kritiker, en forskare utan överdriven noggrannhet, utan tillgjordhet, och som aldrig baserade sina domar på ofullständiga jämförelser. Som musikkritiker var han både förståndsmässig och samvetsgrann, där han satte sina egna uttryck före andras influenser på hans områden, vilket gjorde att han aldrig behövde kompromissa med sina åsikter och yttranden.  
Méreaux hade en uttalad smak för undervisning, inte genom pedanteri, men snarare genom intresset för utveckling av tekniken på och vid pianot. Hans stora erfarenhet, hans minnen, hans djupa lärdom, kunskap och förståelse för olika stilar, olika skolor, gjorde honom till en värdefull lärare att rådfråga. Han lämnade en stor falang av konstnärliga musiker efter sig som alla värdigt reproducerade de vackra och kännetecknande egenskaper hos sin lärare. 
Han var inte bara en lärd musiker och kritiker, utan också en forskare i varje bemärkelse; han sade att den intellektuella kulturen saknades i alltför många konstnärer, och vars frånvaro grävde djupet av ens förmåga, det handlar inte om mekanismen av processer i musik, det är alltid känslor som är den centrala och idealiska skönheten. Méreaux behandlade med stor överlägsenhet alla frågor rörande musikalisk estetik. Hans reflektioner kring konstutövandet som sådant, och om det inflytande som musik genererar när det kommer till seder och dess inverkan på sociala framsteg, om att förstå trender och kritiskt tänkande, gjordes i flera tal och broschyrer.

## Verkförteckning
- Op. 1. – La Biondina, fantaisie avec variations, pour piano, dédiée à sa mère.
- Op. 2. – Rondeau pastoral, pour piano, dédié à madame Sébastien Archdeacon.
- Op. 3. - Polonaise brillante, précédée d’une introduction, dédiée à mademoiselle Sampet de Sanjon.
- Op. 4. – Air créole, varié pour piano, dédié à mademoiselle Joséphine Latour.
- Op. 5. – Variations sur un thème favori de Hændel : « God Save The Queen. »Op. 6. – Rondo brillant sur un motif de Sémiramis, dédié à miss Barlow.
- Op. 7. – Le Départ pour les Champs, rondoletto, précédé d’une introduction, sur le nocturne de M. Amédée de Beauplan, dédié à madame Neuton.
- Op. 8. - Rondo sur la valse de Robin des bois, de Weber, dédié à madame la comtesse d’Aux.
- Op. 9. – Rondo-valse pour piano.
- Op. 10. – Les Cloches, impromptu pour piano, dédié à madame Ségalas d’Etchepare.
- Op. 11. – Fantaisie et variations sur une canzonnetta italienne de Righini, pour piano, dédiée à sa sœur.
- Op. 12. – Duo concertant pour piano et violon sur des thèmes choisis de la Dame Blanche, dédié à mademoiselle Léontine d’Aux par A. Méreaux et Robberechts.
- Op. 13. – Trois Rondeaux pour piano, dédiés à son ami Adolphe Adam (n°1, op. 13).
- Op. 14. – Variations concertantes pour piano et violon, sur la romance de Bruguière : Je te pardonne en t’oubliant, par A. Méreaux et Robberechts, dédiés à la marquise de Sassenay.
- Op. 15. – Variations et Rondeau brillant sur la chansonnette d’Auguste panseron : Chantez, petit, petit, baisez, vite, dédié à son ami Robberechts.
- Op. 16. – Variations pour piano et violon, sur la barcarolle de Fiorella, par A. Méreaux et Robberechts.
- Op. 17. – Caprice en forme de valse sur l’air écossais intercalé dans la Dame Blanche.
- Op. 18. – Polonaise brillante, avec accompagnement d’orchestre, dédié à son ami J.-B. de Roncourt.
- Op. 19. – Variations pour piano, sur l’air : Do, do, l’enfant do, dédiées à madame Jules Bidault.
- Op. 20. – L’Inquiétude, romance de Romagnesi, pour piano, dédiée à sa sœur.
- Op. 21. – Adagio, Variations et Polonaise, sur un thème favori de Carafa, dédiés à Madame Perraud, née de Caire.
- Op. 22. – Les Matelots, rondo brillant pour piano, dédié à madame veuve Andrade.
- Op. 23. – Thème original, varié, pour piano, dédié à M. Rigel.
- Op. 24. – Variations brillantes sur la barcarolle favorite de la Muette de Portici, dédiées à madame Ernest de Vilgruy.
- Op. 25. – Grandes Variations sur la marche de Moïse, pour piano, avec accompagnement de deux violons, alto, basse, contre-basse et harpe (ad libitum), dédiées à son ami Liszt.
- Op. 26. – Trois Rondeaux pour piano, dédiés à son ami Adolphe Adam (n°2, op. 26)
- Op. 27. – Trois Rondeaux pour piano, dédiés à son ami Adolphe Adam (n°3, op. 27)
- Op. 28. – Variations brillantes sur la romance des Deux Nuits, dédiées à mademoiselle Léonie Batardi.
- Op. 29. – Rondino varié sur la romance favorite du Pêcheur : Sous l’orme, au déclin d’un beau jour, dédié à mademoiselle Laurence Eblé.
- Op. 30. – Sur l’eau qui te balance, barcarolle pour piano, dédiée à madame la marquise de Radepont.
- Op.31. – Aigues Caoutes, canzonette du Petit Pâtre de Saint-Sauveur, avec variations, dédiée à mademoiselle Laurence Eblé.
- Op. 32. – Variations brillantes sur la Marche du Tournoi de Robert-le-Diable, dédiées à madame Laure Boilleau.
- Op. 33. – Souvenir de madame Cinti-Damoreau ; Mélanges en forme de  fantaisies, sur les motifs favoris chantés par la célèbre cantatrice, à  Londres, avec les ornements donnés par elle-même.
- Op. 34. – Fantaisie et Variations sur le trio du Pré-aux-Clercs, à quatre mains.
- Op. 35. – Rondo brillant pour piano, sur le chant des odalisques et le chœur des pasteurs de la Tentation, de halévy et Gide, dédié à mademoiselle Aglaé Oblet.
- Op. 36. – Les Fleurs de Cinti, fantaisies brillantes sur les airs  nouveaux chantés par la célèbre cantatrice, à Londres, avec les  ornements, variations et points d’orgue donnés par elle-même. (Ces  morceaux font suite aux Souvenirs de Cinti, en deux livraisons, du même auteur.)
- Op. 37. – Souvenir des Montagnes, duo concertant, pour piano et violon, sur une mélodie suisse (Méreaux et désirée Le Mire).
- Op. 38. – Mélodies de G. Meyerbeer, transcrites pour piano en dix livraisons.
- Op. 39. – Bonheur de se revoir, tyrolienne favorite variée pour le piano forte, chantée par madame Malibran.
- Op. 40. – Bravo ! bravo ! La leçon tyrolienne chantée par madame Malibran, variée pour le piano forte.
- Op. 41. – La Folle, fantaisie romantique pour le piano.
- Op. 42. – Grande fantaisie sur la marche des chevaliers de la tour enchantée, de la Juive, dédié à madame Amand Le Mire
- Op. 43. – Variations de concert pour piano, sur un thème italien,  dédiées à madame la duchesse de Dino, née princesse de Courlande.
- Op. 44. – Fantaisie et variations brillantes pour piano, sur les  couplets en trio et la sérénade de Marguerite, d’Adrien Boïeldieu,  dédiées à madame Hippolyte Germonière.
- Op. 45. – Grande fantaisie sur une mazurka de Chopin, dédiée à son ami Camille Pleyel.
- Op. 46. – Grande valse pour piano, dédiée à mademoiselle Désirée Le Mire.
- Op. 47. – Deux mélodies pour piano, dédiées à sa femme.
- Op. 48. – Romance de Guedron, maître de chapelle de Louis XIII, variée pour piano, dédiée à son ami A. Neukomm.
- Op. 49. – Les Travailleurs français, cantate, avec chœur et accompagnement d’orchestre.
- Op. 50. – Fantaisie st variations de concert sur l’air de Marlborough.
- Op. 51. – Divertissement pour piano, à quatre mains.
- Op. 52. – Grande valse de piano.
- Op. 53. – Pauvre Jeannette ! mélodie savoisienne pour piano, avec variations.
- Op. 54. – Pavane variée, pour piano.
- Op. 55. – Caprice-valse, pour piano.
- Op. 56. – Caprice à la hongroise pour piano.
- Op. 57. – Variations brillantes sur l’air du Tra la la, pour piano.
- Op. 58. – Souvenirs de Normandie, grande fantaisie sur des mélodies normandes, pour piano à quatre mains.
- Op. 59. – Première messe solennelle en mi bémol (inédite).
- Op. 60. – Ballade pour piano.
- Op. 61. – Caprice-Mazurka pour piano.
- Op. 62. – Idylle pour piano.
- Op. 63. – Grandes études pour piano en 60 caprices caractéristiques, dans le style libre et dans le style sévère (en 5 livres).
- Op. 64. – Cantilènes concertantes en duo (17 morceaux d’ensemble pour piano et divers instruments).
- Op. 65. – Grand Caprice concertant sur Robert-le-Diable, pour piano, violon et harmonicorde.
- Op. 66. – La Brigantine, fantaisie romantique pour piano et voix. (Poésie de Casimir Delavigne, mélodie de madame Pauline Ducambge.)
- Op. 67. – Le Retour de la Chasse, ballade à deux cœurs sur le Roi Dagobert.
- Op. 68. – Grande fantaisie historique sur des airs français des seizième et dix-septième siècles, pour piano.
- Op. 69. – Grande fantaisie concertante sur la ballade de Preciosa, de Weber, pour piano, violon, violoncelle et harmonium.
- Op. 70. – Trois valses caractéristiques pour piano.
- Op. 71. – Addio, caprice-élégie pour piano.
- Op. 72. – Boléro pour piano.
- Op. 73. – Eleganza, mazurka de concert.
- Op. 74. – Grazia, redowa de concert.
- Op. 75. – Leggerezza, galop de concert.
- Op. 76. – Prière pour orgue.
- Op. 77. – Canzonetta pour orgue.
- Op. 78. – Idylle pour orgue.
- Op. 79. – Marche hongroise pour orgue.
- Op. 80. – Berceuse pour orgue.
- Op. 81. – La neige des Alpes, tyrolienne pour orgue.
- Op. 82. – Messe de Damont, avec accompagnement d’orgue et pièces d’orgue en faux-bourdon.
- Op. 83. – 24 transcriptions concertantes : Duos, trios et quatuors pour piano, violon, violoncelle et orgue (1re et 2e séries.)
- Op. 84. – Romance-étude pour piano.
- Op. 85. – Inquiétude, andante pour piano.
- Op. 86. – Les Travestissements, gavotte variée pour piano.
- Op. 87. – Une chanson d’autrefois, arabesque pour piano.
- Op. 88. – Au bord de la Mer, barcarolle à quatre mains.
- Op. 89. – Les Refrains oubliés, trois airs connus, avec variations.
- Op. 90. – Trois élévations pour orgue.
- Op. 91. – Offertoire pour orgue.
- Op. 92. – Les Blés et Veille de Bataille, deux chœurs à quatre voix d’hommes.
- Op. 93. – 2e Messe (de Sainte-Cécile), à quatre voix, avec accompagnement d’orchestre (inédite).
- Op. 94. – Improvisata sur Mignon.
- Op. 95. – Le Rappel, marche caractéristique, à quatre mains, dédiée à Mesdemoiselles Lefébure-Wély.
- Op. 96. – Berceuse sur une mélodie de Frédéric Deschamps.
- Op. 97. – La Kermesse, grande scène chorale, à quatre voix.
- Op. 98. – Cantate chorale, pour quatre voix d’hommes, en l’honneur de Hyacinthe Langlois.
- Op. 99. – Sonate élégiaque pour piano seul, dédiée à Marmontel.
- Op. 100. – Le Départ des Pélerins, caprice caractéristique, dédié à madame la marquise de Tillet.
- Op. 101. – Souvenirs de la Bastide, villanelle pour piano, dédiée à madame la comtesse J. Murat.
- Op. 102. – Grand trio pour piano, violon et violoncelle, dédié à son élève madame Amédée Tardieu (Charlotte de Malleville).
- Op. 103. – Dix mélodies pour chant et piano.
- Op. 104. – Hymne du Matin, pour violon, avec piano ou orgue  (exécuté à l’inhumation de l’auteur par MM. F. Lamoury et A. Klein),  dédié à M. François Lamoury, violoniste.
- Op. 105. – Hymne de la Nuit, pour violoncelle, avec piano ou orgue, dédié à M. Philippe Lamoury violoncelliste.
- Op. 106. – 1er nocturne pour piano et violon.
- Op. 107. – 2e nocturne pour piano et violon.
- Op. 108. – Helvetia, grande fantaisie sur des airs suisses.
- Op. 109. – Humoresque, pour piano et violoncelle, dédiée à M. Jules Dubosq.
- Op. 110. – Marine, pour piano et violoncelle, dédiée à M. Jugelet.
- Op. 111. – Rêve, pour piano.
- Op. 112. – Scherzo-valse pour piano.
- Six caprices-études de genre, dédiés à son élève Léontine Visinet :
- Op. 113. – A la Veillée, légende.
- Op. 114. – Alla Monferine.
- Op. 115. – Sur la Plage.
- Op. 116. – Alla Pollacca.
- Op. 117. – Dans la Forêt.
- Op. 118. – Alla Francese.